# Concertos pour cor (Richard Strauss)
Pour les articles homonymes, voir concerto pour cor.
Les deux concertos pour cor et orchestre ont été composés par Richard Strauss aux deux extrêmes de sa vie, le premier étant une œuvre de jeunesse, le deuxième, sur la même tonalité, étant écrit 60 ans plus tard.
Le père du musicien Franz Strauss, ayant été corniste solo, l'un des meilleurs de son temps, a certainement influencé le choix de cet instrument. Richard Strauss, adolescent, a d'ailleurs écrit plusieurs pièces pour son père, qui lui aussi a écrit pour le cor.

## Concerto n° 1 en mi bémol majeur, op. 11
Il s'agit d'une œuvre de jeunesse, Strauss ayant seulement 19 ans lors de sa composition (1882-1883).
Strauss en dédie une réduction pour piano et cor à son père pour les noces d'or de ses parents mais dédicace la version orchestrale à un autre corniste, Oscar Franz, qui n'a jamais eu l'occasion de le jouer en public.
L'écriture en reste très romantique, avec des influences schumaniennes dans le mouvement lent.
Il comporte trois mouvements et son exécution demande environ un peu plus d'un quart d'heure.
- Allegro
- Andante
- Allegro

## Concerto n° 2 en mi bémol majeur, op. 132
Il a été écrit en 1942 par un homme de 78 ans, venant d'achever son opéra Capriccio (la scène finale contient d'ailleurs un interlude orchestral avec un solo de cor) . L'écriture est marquée par un retour vers le classicisme.
Il comporte trois mouvements et son exécution demande environ un peu plus d'un quart d'heure.
- Allegro
- Andante con moto
- Rondo (Allegro molto)